# Liste der Naturdenkmale in Schwendi
| Naturdenkmale | Anzahl |
| ------------- | ------ |
| FND           | 0      |
| END           | 1      |
| Gesamt        | 1      |

Die Liste der Naturdenkmale in Schwendi nennt die verordneten Naturdenkmale (ND) der im baden-württembergischen Landkreis Biberach liegenden Gemeinde Schwendi. In Schwendi gibt es insgesamt ein als Naturdenkmal geschützte Objekte, es gibt kein flächenhaftes Naturdenkmal (FND), es handelt sich um ein Einzelgebilde-Naturdenkmal (END).
Stand: 1. November 2016.

## Einzelgebilde (END)
| Name                     | Bild | Kennung     | Einzelheiten | Position | Fläche Hektar | Datum |
| ------------------------ | ---- | ----------- | ------------ | -------- | ------------- | ----- |
| 1 Maxeiche               | BW   | 84261080001 | Schwendi     | ⊙        | 0,0           |       |
| Legende für Naturdenkmal |      |             |              |          |               |       |